# Bokurano
Bokurano ((ぼくらの, Bokura no) é um mangá publicado entre 2003 e 2009 na revista japonesa Ikki, que, em 2007, deu origem a uma série animada de anime de 24 episódios, produzida pelo estúdio GONZO. A série animada foi exibida em 2010 pelo canal Animax, nas tardes de sábado e madrugadas de domingo. Foi publicada ainda uma novela em cinco volumes.
Em todas as três versões, a história conta as aventuras e anseios de quinze jovens estudantes que se vêem repentinamente envolvidos com a necessidade de se revezar como pilotos de um mecha em luta contra outros mechas igualmente misteriosos.
Destaca-se pelo tom particularmente sombrio e pelo enfoque nas histórias passadas de cada um dos protagonistas.  A temática existencial pode agradar ao mesmo público que aprecia obras como Bem-Vindo à N.H.K.! e Battle Royale.

## Sinopse
Quinze crianças se reúnem em uma excursão escolar e acabam achando uma caverna. Para a surpresa delas, um homem vivia lá e se apresenta como Kokopeli. Ele convida as crianças a participar de um jogo de robôs gigantes que protegeriam a Terra de alienígenas. Mas ao assinarem o contrato, se revela muito mais do que um simples jogo. Um jogo real cheio de mistérios e terror as espera! E o pior, elas não sabem como sair

## Elenco e Informações de Dublagem Brasileira
- ESTÚDIO: Álamo
- MÍDIA: TV Paga (Animax)
- DIREÇÃO: Fábio Lucindo

## Elenco de Dublagem
- Kokopelli: Alexandre Marconato
- Takashi Waku: Bruno Dias
- Masaru Kodaka: Thiago Keplmair
- Isao Kako: Vinicius Fagundes
- Daiichi Yamura: Márcio Araújo
- Mako Nakarai: Priscila Franco
- Chizuru Honda: Jussara Marques
- Kunihiko Moji: Diego Marques
- Maki Ano: Tess Amorim
- Yousuke Kirie: Yuri Chesman
- Aiko Tokosumi: Priscilla Concépcion
- Takami Komoda: Fernanda Bullara
- Kanji Yoshikawa: Rodrigo Andreatto
- Youko Machi: Gabriela Milani
- Jun Ushiro: Fábio Lucindo
- Kana Ushiro: Bianca Alencar
- Koyemshi: Hermes Baroli
- Misumi Tanaka: Adriana Pissardini
- Masamitsu Seki: Sérgio Corcetti
- Tamotsu Sakakibara: Marcelo Pissardini
- Kouichi Komoda: Wellington Lima
- Akira Tokosumi: Silvio Giraldi
- Mitsue Yoshikawa: Patrícia Scalvi
- Katsuragi: Marco Antônio Abreu
- Sasami: César Marchetti
- Chefe Yakuza: Sidney Lilla/Faduli Costa
- Kaori (ep. 1, 2): Márcia Regina
- Kenji (ep. 1, 2): Renato Soares
- Shinichi Kodaka (eps. 3, 4): Marco Aurélio Campos
- Yuuzou Kodaka (ep. 4): Carlos Campanile
- Irmã do Kako (eps. 3, 5): Kate Kelly
- Mãe do Kako (ep. 5): Fátima Silva
- Ichiko Honda (eps. 3, 7): Melissa Garcia
- Hatagai (eps. 7, 8): Marcelo Campos
- Mãe da Chizu (ep. 7): Denise Reis
- Pai da Chisu (ep. 7): Tatá Guarnieri
- Futaba Yamura (ep. 9, 24): Flora Paulita
- Santa (ep. 9): Daniel Figueira
- Tio do Daichi (ep. 9): Nestor Chiesse
- Miko Nakarai (ep. 10): Marli Bortoletto
- Nabe (ep. 10): Ivo Roberto
- Souji Takara (ep. 10): Marco Aurélio Campos
- Tsubasa (ep. 11): Samira Fernandes
- Nagi (ep. 11): Thiago Longo
- Mãe da Maki (ep. 12): Letícia Quinto
- Pai da Maki (ep. 12): Luiz Laffey
- Mãe do Kirie (eps 15, 16): Cecília Lemes
- Pai do Kirie (ep 16): Felipe Grinnan
- Mãe da Aiko (ep 16, 17): Denise Reis
- Mãe da Takami (ep 16, 18): Adna Cruz/Fátima Noya
- Primeiro Ministro (ep 16): Gilberto Baroli
- Ichiro (ep 19): Felipe Grinnan
- Pai do Ushiro (ep 22, 24): Affonso Amajones
- Senhora Miyamoto (eps 22, 24): Rosa Maria Baroli
- Professora Kitano (eps 22, 24): Alessandra Araújo
- Sawamura (eps 22, 24): Roberto Leite

## Lista de Episódios
1. O Jogo
2. Zearth
3. O Segredo
4. Força
5. Fraqueza
6. Luxúria
7. Cicatriz
8. Vingança
9. Família
10. Amigos
11. Vida
12. Laços de Sangue
13. Terra
14. Hesitação
15. Auto-Destruição
16. Verdadeira Identidade
17. Afeto
18. Realidade
19. Mãe
20. Maldição
21. A Verdade
22. Jornada
23. Paisagem de Gelo
24. A História